# Стефанув (гміна Колюшкі)
Стефанув (пол. Stefanów) — село в Польщі, у гміні Колюшки Лодзький-Східного повіту Лодзинського воєводства.
Населення — 302 особи (2011).
У 1975-1998 роках село належало до Пйотрковського воєводства.

## Демографія
Демографічна структура станом на 31 березня 2011 року:
|          | Загалом | Допрацездатний вік | Працездатний вік | Постпрацездатний вік |
| -------- | ------- | ------------------ | ---------------- | -------------------- |
| Чоловіки | 154     | 38                 | 95               | 21                   |
| Жінки    | 148     | 31                 | 85               | 32                   |
| Разом    | 302     | 69                 | 180              | 53                   |